# Slaget ved Isandlwana
Slaget ved Isandlwana var et slag i Zulukrigen, hvor en zuluhær udslettede en britisk styrke. Slaget fandt sted 22. januar 1879. De britiske styrker blev kommanderet af Henry Pulleine.

## Optakt
Den 11. december 1878 stillede briterne zulukongen Cetshwayo et ultimatum Cetshwayo accepterede det ikke, og briterne erklærede krig. Lord Chelmsford, der var øverstkommanderende for de britiske tropper, førte sin hær fra dens garnison i Pietermaritzburg til en fremskudt lejr ved Helpmekaar. Den 9. januar 1879 marcherede de til Rorke's Drift, og om morgenen 11. januar krydsede de Buffalo floden og gik ind i Zululand.
Briterne slog lejr ved Isandlwana, men på grund af styrkens størrelse og manglen på feltspader blev lejren ikke befæstet. Briterne stolede på deres overlegne bevæbning og træning. Selv om briterne satte udkigsposter ud, havde de ikke fuldt udsyn over området, så der blev sendt opklaringspatruljer ud for at sikre lejren. Patruljerne kom i skærmydsler med nogle zuluter, men fik ikke kortlagt den fulde størrelse af zuluernes hær, der bestod af talrige impier (regimenter).
Den britiske hær bestod af infanteri, et stort antal lokale afrikanske hjælpetropper fra Natal Native Contingent, nogle få kavalerienheder, en deling infanterister med to artilleripjecer og nogle raketter. Provianttoget, der bestod af oksekærrer, gjorde fremrykningen langsom, fordi der skulle ryddes en vej til dem.
Da der var slået lejr ved Isandlwana, delte lord Chelmsford sin hær og drog ud for at finde zuluerne. Han efterlod 1. bataljon af det 24. (2nd Warwickshire) fodfolksregiment til at bevogte lejren under kommando af oberstløjtnant Henry Pulleine. Pulleine havde kun erfaring med administrativt arbejde, ikke med kamp. Klokken 10:30 ankom oberst Anthony Durnford fra Rorke's Drift med nogle kavalerister fra Natal Native Horse. Durnford havde højere rang end Pulleine, men overtog ikke kommandoen. Efter frokost tog han ud på en opklaringspatrulje med sine kavalerister. Da angrebet startede, trak han sig tilbage til Pulleines højre flanke og udkæmpede slaget der.

## Slaget
Mens Lord Chelmsford ledte efter dem med sin hovedstyrke, angreb hele zuluhæren den britiske lejr. Pulleines 1.400 mand blev rendt over ende. Zuluerne tog ingen fanger og dræbte alle, de fik fat i, også Pulleine og Durnford. Ca. 60 britiske soldater undslap, ingen af dem bar røde frakker. Cetshwayo havde udtrykkelig beordret sine krigere til at dræbe alle i røde frakker. De overlevende britiske soldater var enten officerer, der bar deres mørkeblå kampuniformer, artillerister i lyseblå uniformer eller lokale beredne hjælpetropper.
En af de overlevende var løjtnant Horace Smith-Dorrien, der 35 år senere kommanderede det britiske andet korps i Flandern under 1. verdenskrig. 
Der er flere forklaringer på, hvorfor briterne tabte slaget. Nyere forskning tyder på, at South Wales Borderers flygtede, og at de hurtigt fremstormende zuluer udnyttede det. Anden forskning tyder på, at de britiske linjer var spredt for meget ud, så infanteristerne i stedet for at stå skulder ved skulder havde flere meter imellem sig. Våbeneksperter har også opdaget, at de udleverede britiske rifler nemt fik funktionsfejl, når de havde affyret mange skud i varmt vejr. Det kan have betydet et tab af ildkraft i en tynd linje.
Chelmsford, der var 11 km væk, hørte skydningen, men forvekslede den med skydeøvelser. Chelmsford vendte først tilbage om aftenen 22. januar, og han og hans mænd måtte sove blandt de døde. Samtidig kunne tropperne nu høre lyden af kamp ved Rorke's Drift.

## Efter slaget
Isandlwana var en dyrekøbt sejr for zuluerne, ikke kun fordi de selv havde alvorlige tab i slaget, men også fordi det tvang politikerne i London til at støtte krigen fuldt ud og sætte alt ind på at vinde. Zuluerne havde få skydevåben og var ikke godt trænede med dem. I en udmattelseskrig havde de heller ikke krigere nok til at vinde over briterne.
Den britiske regering brød sig ikke om, at britiske soldater var blevet slået af "underlegne mennesker", og nationens ære krævede nu, at den vandt krigen. Det ville også kunne give anledning til uro i andre kolonier, hvis ikke det britiske imperium vandt en klar sejr over zuluerne. Det ville være katastrofalt, hvis andre kolonier så, at en sejr over en britisk hær var nok til at ændre den britiske koloniseringspolitik. Briterne så klare paralleller til romernes nederlag ved slaget i Teutoburger Skoven i år 9 f.Kr., der begrænsede Romerrigets ekspansion.
Forstærkninger blev sendt til Sydafrika, og Zululand blev igen invaderet. Zuluhæren blev besejret i en række slag, der sluttede med slaget ved Ulundi, hvor kong Cetshwayo blev taget til fange. Det betød i længden enden på Zululand som en samlet nation.
28°21′32″S 30°39′09″Ø / 28.358888888889°S 30.6525°Ø